# Concerto pour accordéon
Pour un article plus général, voir Concerto.
Un concerto pour accordéon est un concerto pour un accordéon soliste et un orchestre symphonique ou un orchestre de chambre.

## Histoire
Le concerto pour accordéon, suivant des exemples tels que le concerto pour piano beaucoup plus ancien et du concerto pour violon, a ses origines au XXe siècle. Après que l'accordéon soit devenu un instrument de concert, de plus en plus de compositeurs ont commencée à composer pour cet instrument, ainsi que pour accordéon et orchestre.
En 1937, le premier concerto pour accordéon à touches piano et orchestre est écrit par Feodosiy Rubtsov (1904-1986) et interprété par Pavel Gvozdev dans la salle du Philharmonique de Léningrad. En Allemagne, l'un des premiers concertos a été écrit par Hugo Herrmann en 1940 (et un second en 1948). En 1941, deux accordéonistes américains ont écrit et créé des concertos : Anthony Galla-Rini a composé le Concerto n⁰ 1 et Andy Arcari a écrit son Concerto en ré mineur. L'accordéoniste et immigré italien Pietro Deiro a écrit un concerto en 1946 et le compositeur américain Roy Harris a composé son concerto (sous la forme de thèmes et variations) en 1947, Le compositeur tchèque Emil František Burian a écrit un concerto pour accordéon en 1949. En 1959, le compositeur tchèque Václav Trojan a écrit Pohádky (« contes de fées »), qui est encore souvent joué — et enregistré en 2013 par Ksenija Sidorova.
Un accordéoniste très important pour le développement de l'instrument était Mogens Ellegaard du Danemark. Il a travaillé avec le compositeur danois Ole Schmidt (lui-même auteur de deux concertos pour l'instrument). Les compositions de Ellegaard, Symphonic Fantasy et Allegro op. 20 de 1958, sont une étape importante. D'autres compositeurs scandinaves comme Torbjörn Lundquist, Niels Viggo Bentzon (1963) et Per Nørgård (1968) ont suivi. Arne Nordheim a écrit son célèbre concerto Spur en 1975.
Aux États-Unis, des concertos sont écrits par Alan Hovhaness (1959), Henry Cowell (Concerto Brevis, 1960), Carmelo Pino (Concertino, 1964), Paul Creston (Concerto for Accordion and Orchestra, op. 75 en 1960 et 1968) et Carmine Coppola (1973). En 1962, le compositeur français Jean Wiéner écrit son propre Concerto pour accordéon, ainsi qu'en 1972, le britannique Gordon Jacob.
Plusieurs instrumentistes virtuoses ont également adopté la forme de concerto classique afin de démontrer le vaste gamme de sons orchestraux de l'instrument soliste, le « Free Bass System Accordion » (accordéon à basses chromatiques). L'italo-américain John Serry Sr. achève son Concerto for Free Bass Accordion en 1964 pour l'accordon Bassetti, conçu par Julio Giuliette,.
Grâce aux efforts de grands accordéonistes tels que Friedrich Lips, Joseph Macerollo, Geir Draugsvoll, Stefan Hussong et Teodoro Anzellotti, le répertoire s'élève à plus de deux cents compositions. Des compositeurs de renommée mondiale tels que Sofia Gubaidulina, Jukka Tiensuu, Kalevi Aho, Guia Kantcheli, Toshio Hosokawa et Peter Machajdik ont écrit des concertos pour accordéon.